# Las alegres chicas de Colsada
 Las alegres chicas de Colsada  comedia musical dirigida por Rafael Gil del año 1984. Fue rodada en Madrid y se ambienta en el año 1946, en la posguerra española.

## Argumento
En los duros tiempos de la posguerra, Elena queda huérfana de su padre, un médico modesto, al que los problemas familiares hunden la salud. Como participaba en los Coros y Danzas de la época y parece tener dotes para el baile, decide convertirse en chica de cabaret, cosa que escandaliza a su madre Dolores que, fiel a las viejas costumbres, considera ese mundo como algo frívolo y ajeno a las "buenas costumbres".